# Cosmophorus brevicaudatus
Cosmophorus brevicaudatus är en stekelart som beskrevs av Van Achterberg 2000. Cosmophorus brevicaudatus ingår i släktet Cosmophorus och familjen bracksteklar. Inga underarter finns listade i Catalogue of Life.